# 알베르토 라투아다
알베르토 라투아다(Alberto Lattuada, 1914년 11월 13일 ~ 2005년 7월 3일)는 이탈리아의 영화 감독이다.

## 출연 작품
- 12 레지스티 퍼 12 시타: 제노바 (1989)
- 크리스토퍼 콜럼버스 (1985)
- 그대 머무는 곳에 (1978)
- 팬시울 인 피오어리 (1977)
- 도그스 하트 (1976)
- 오, 세라피나! (1976)
- 화이트  시스터 (1972)
- 사랑과 죽음의 전장 (1969)
- 안나 (1967)
- 마피오소 (1962)
- 스윗 디셉션즈 (1960)
- 구엔달리나 (1957)
- 프라이머리 스쿨 (1954)
- 리비에라 (1954)
- 도시의 사랑 (1953)
- 늑대 여인 (1953)
- 더 오버코트 (1952)
- 라이츠 오브 버라이어티 (1950)
- 펠리니의 청춘군상 (1950)
- 위드아웃 피티 (1948)
- 더 밴디트 (1946)
- 지아코모 더 아이딜리스트 (1943)